# Acosmeryx meskini
Acosmeryx meskini är en fjärilsart som beskrevs av J. Peter Maassen 1880. Acosmeryx meskini ingår i släktet Acosmeryx och familjen svärmare. Inga underarter finns listade i Catalogue of Life.